# Denis Sergejewitsch Jewsejew
Denis Sergejewitsch Jewsejew (russisch Денис Сергеевич Евсеев; beim Weltschachverband FIDE Denis Yevseev; * 3. Juli 1973 in Murmansk) ist ein russischer Schachspieler und -trainer.

## Werdegang
Jewsejew erlernte Schach im Alter von fünf Jahren von seinem Vater. Er wurde trainiert an der Schachschule des Murmansker Pionierpalastes. Zeitweise besuchte er die Allrussische Pantschenko-Schule. Er absolvierte ein Studium an der Staatlichen Akademie der Fischereiflotte in Murmansk.
1998 wurde er vom Weltschachbund zum Internationalen Meister und 2003 zum Großmeister ernannt. Die Normen für den GM-Titel erzielte er bei der russischen Einzelmeisterschaft 1998 (Sankt Petersburg), beim Kotow-Gedenkturnier 2001 (Tula) und beim Alushta Autumn-1 Turnier 2002. Bei der vierten Etappe des Russland-Cups in Samara 2002 erkämpfte er sich den zweiten Platz punktgleich mit dem Gewinner Boris Gratschow. Im nächsten Jahr kassierte er die Siegprämie bei der Sankt Petersburger Stadtmeisterschaft. 2013 und 2014 wiederholte er diesen Erfolg. 
Darüber hinaus konnte Jewsejew folgende Ergebnisse verbuchen: 1. Platz beim White Nights Festival in Sankt Petersburg (2005, geteilt mit Nikita Witjugow), 2. Platz mit einem Punkt Rückstand auf den Sieger Konstantin Landa beim Turnier in Reggio nell’Emilia (2005/06), 1. Platz beim Petrovskaya Ladya Festival in Peterhof (2006, 2007, 2008 und 2009). 
Vereinsschach spielte er unter anderem für den Schachclub Murmansk, St.Petersburg-2 und Grifon in Russland und den Kirkenes Sjakklubb in Norwegen.
Jewsejew ist als Jugendtrainer im Schachklub des Sankt Petersburger Rajons Petrodworzowy und Mitglied im Trainerrat des örtlichen Schachverbandes tätig. Unter seinen Schülern befindet sich der russische Großmeister Wladimir Fedossejew.

## Werke
- Denis Yevseev: Fighting the French: a new concept. Chess Stars, Sofia 2011, ISBN 9789548782838. (englisch)